# Braniboři v Čechách
Braniboři v Čechách je první opera českého skladatele Bedřicha Smetany. Vznikla v rámci soutěže o českou národní operu, kterou nechal vypsat Jan Nepomuk hrabě Harrach. Libreto sepsal Karel Sabina. Jejím námětem jsou události v Čechách po smrti Přemysla Otakara II.
Smetana psal operu v letech 1862 a 1863. Premiéra se uskutečnila 5. ledna 1866 v tehdejším Prozatímním divadle v Praze.

## Osoby a první obsazení
| osoba | hlasový obor                  | premiéra (5. ledna 1866) |
| --- | ----------------------------- | ------------------------ |
| Wolfram (Volfram, Olbram) Olbramovič, starosta pražský                                                     | bas (basbaryton), F–es¹       | František Hynek          |
| Oldřich Rokycanský, rytíř                                                                                  | baryton (basbaryton), G–e¹    | Petr Doubravský          |
| Junoš, mladý občan pražský                                                                                 | lyrický tenor, d–hes¹         | Jindřich Polák           |
| Jan Tausendmark, mladý občan pražský                                                                       | vysoký baryton, c–fis¹        | Josef Lev                |
| Warneman (Varneman), setník braniborský                                                                    | tenor buffo, f–a¹             | Jan Ludevít Lukes        |
| Jíra, poběhlík                                                                                             | hrdinský tenor, cis–h¹        | Arnošt Grund             |
| Ludiše, dcera Wolframova                                                                                   | mladodramatický soprán, c¹–c³ | Isabella Ferenczyová     |
| Vlčenka, dcera Wolframova                                                                                  | soprán                        | Josefína Procházková     |
| Děčana, dcera Wolframova                                                                                   | alt                           | Marie Pisařovicová       |
| kmet | profondní bas, F–e¹           | Josef Paleček            |
| biřic | bas, d–c¹                     | Josef Čapek              |
| Rytíři a zbrojnoši, čeleď Wolframova, venkované, vojsko braniborské, poběhlíci a žebráci pražští, soudcové |                               |                          |
| Dirigent: Bedřich Smetana, režisér: František Karel Kolár                                                  |                               |                          |

## Děj opery

### 1. dějství
(Obraz 1. – Venkovský statek pražského primátora Volframa Olbramoviče) U Volframa se sešlo množství bohatých pražských měšťanů. Oldřich Rokycanský horlí proti žoldnéřům Oty Braniborského, kteří „chrámy loupí, kláštery drancují, děti, starce, ženy uvražďují“. I kralevic Václav je v jejich moci, zatímco Volfram se skrývá nečinně na venkově. Oldřich vybízí shromážděné k povstání a vyhnání Braniborů. Volfram ale Oldřicha chlácholí a varuje před ukvapeností: situace snad není tak vážná a navíc by měšťané bez pomoci českých pánů nemohli docílit vítězství (dialog Oldřicha a Volframa Já ale pravím: Nelze dále tu trpěti cizácké sbory).
Přikvapí mladý Junoš a sděluje přítomným, že Braniboři napadli Prahu, vydrancovali chrámy a paláce a odvlekli královnu-vdovu i dědice trůnu; přitom jim byli nápomocni pražští měšťané cizí krve. I Volfram je nyní přesvědčen a měšťané ihned vyrážejí zpět do Prahy (zpěv Junoše Na oře! Na oře! Ku Praze berte se letem a sbor Mužně tedy ku Praze).
Na vyprázdněný dvůr vstoupí Volframova dcera Ludiše; je znepokojena, že její milý Junoš jí nevěnoval ani pohled (recitativ a árie Jaký to shon? Jaký to spěch?… Možná-li by na světě lásce bylo čeho vznešenějšího nežli láska?). Místo Junoše se objeví mladý pražský měšťan Jan Tausendmark, který se uchází o Ludišinu přízeň. Tausendmark je německého původu a jeho spojenectví s Branibory je obecně známo. Ta jej ale odmítá a posílá do Prahy bojovat proti Braniborům, přestože mladík podle svých slov „není přítel válčení“ (dialog a duet Ty zde, pane? Co tu hledáš?... Marné zde tvé snažení).
Tausendmark odejde, přicházejí Ludišiny sestry Vlčenka a Děčana s dalšími ženami, pronásledované braniborskými vojáky (sbor Bože, přispěj ku pomoci). S Branibory přichází Tausendmark a velí jim: „Co najdete, vše jest vaše! Jen ty dívky budou mé!“
(Obraz 2 – V Praze, prostranství, noc) Braniboři vyloupili chrámy a paláce, ponechali však nedotčeny měšťanské domy: ty nyní plení pražská chudina (sbor Nechtěli nám ve dne dáti, co jsme snažně žádali). Vede a ponouká je Jíra (Jírova píseň Dobře, chátro, dobře tak! Veselte se, zpívejte). Rabování se přemění na veselici a lid provolává Jíru králem žebráků (tanec chudiny a sbor Uhodila naše hodina, otevřely se brány!).
Přibíhá Ludiše, která se vymkla žoldnéřům, a prosí o ochranu pro sebe a své sestry. Jíra si z panské dcerky nejprve tropí šprýmy, ale lidé jí chtějí pomoci, zvláště když slyší nářek i jejích sester (trojzpěv a sbor Násilí se dějem nám!). Tausendmark se chce Ludiše znovu zmocnit a urazí lid, který nazve lůzou. Jírovi se ho podaří lstí odzbrojit, ale Braniboři ve zmatku dívky znovu odvlečou. Tu se vrací Volfram a pražští měšťané, ale uvěří Tausendmarkovi, že to Jírovi lidé unesli purkmistrovy dcery a on se je snažil ochránit. Přes protesty lidu je Jíra zatčen a odveden; hrozí konfrontace mezi boháči a chudinou (finále Co za ni dáte?... Zpátky, lůzo! Zpátky, vojíni!... Všichni tebe vyprovodíme).

### 2. dějství
(Obraz 1 – Náves vesnice poblíž Prahy) Na venkovské návsi se lidé shromažďují s nejnutnějšími věcmi, aby se v lese ukryli před hrozícími braniborskými vojsky. Na pokyn kmeta se modlí a vzývají Boha za ochranu (zpěv kmeta Rozlučte se s domovem! a sbor-chorál Pane, v prachu se kloníme). Kvůli tomuto zdržení je zde zastihne tlupa braniborských žoldnéřů vedená setníkem Varnemanem, která s sebou vleče též Olbramovičovy dcery. Vojáci seberou vesničanům vaky a chtějí ubytování a jídlo pro sebe i pro zajatkyně. Tu přichází biřic s poselstvím od knížete Oty Braniborského: na prosby českých stavů mají všichni cizinci do tří dnů opustit Čechy. Lidé vítají tuto zprávu s jásotem (sbor Slunko, slunko, v radosti se zjasni!), ale Varneman hodlá plně využít zbývajících tří dnů a posílá kmeta do Prahy k purkmistrovi, aby mu vzkázal, že jeho dcery jsou k vykoupení za tři sta grošů.
(Obraz 2 – Síň soudní v Praze) Volfram jako purkmistr předsedá soudu nad Jírou, kde právě svědčí Tausendmark. Jíra se nařknutí brání, ale ví, že u panského soudu nemá naději: i když je jeho žalobce Tausendmark „z prokletého cizinců rodu“, je jedním z měšťanů a má peníze, a tedy i právo na své straně. Jírova vzpurná obhajoba přispěje k tomu, že je odsouzen k smrti (scéna Žalobníku! Jakými svědky… Ano, před pány svými stojím!). Tu přibíhá Junoš a nese zprávu od kmeta purkmistrovi, že jeho dcery jsou naživu a očekávají výkupné. Přes Junošovo varování pověřuje Volfram Tausendmarka, aby s Branibory dojednal osvobození dívek, a Jíra je odveden zpět do vězení (scéna Ustaňte, otcové města!).
(Obraz 3 – Stejná dekorace jako v 1. obraze) Děčana a její sestry pozorují krásnou přírodu, jež kontrastuje se zoufalou situací (árie Děčany Ó, jak tu krásné přírody zjevy! a trojzpěv Není, ach není pro nás tu krásy). Ludiše osamí a naříká nad ztrátou své lásky (árie Byl to krásný sen, mé první lásky skvělý den!). Z houští se jí ozve skrytý Junoš, který jí dodává naději (dialog a duet Ó nezoufej, v lásku doufej!... Ó jak blahá, krásná tato chvíle).
Mladík se ukryje, když se vrací setník Varneman. Protože výkupné nepřichází, budou muset dívky s nimi do Branibor, kde je dostane ten, kdo nabídne více. Ludišiným plamenným protestům Varneman nepřikládá velké váhy. Ludiše a její sestry stále doufají, že výkupné od otce dorazí (zpěv Varnemana Nuže, panenko, krásná dívčinko a čtyřzpěv Doufám pevně v naši svobodu).

### 3. dějství
(Místo stejné jako v 1. a 3. obraze 2. dějství) Kmet přivádí Tausendmarka k Varnemanovi. Tausendmark se představuje jako vyslanec pražské městské rady a vyplácí Varnemanovi tři sta grošů za zadržované dívky. Současně mu ale radí, aby se svými vojáky ihned odjel, protože kmetovo vyprávění Varnemana v Praze očernilo a městská lůza se chystá Branibory pobít (arioso Seber svůj lid a kliď se ze země). Setník propouští dívky, ale když Tausendmark žádá, aby mohl odejít s Branibory ze země, odmítá ho. Ani za tisíce není ochoten nastavovat krk svůj a svých vojáků na ochranu vlastizrádce Tausendmarka, jímž pohrdá: „ba ani tisíce cizáků té zemi české tolik neškodí, co jeden padouch takový“ (dialog S námi ale nemožná ti jíti… A kdybys mi dal tisíce). Tausendmark bude muset utéci sám: začíná litovat, že pro lásku k Ludiši opustil pravou cestu, ale nyní již je pozdě na změnu (recitativ a árie U sta hromů! Co mi zbývá… Tvůj obraz, dívko).
Navrátivšímu se kmetovi Tausendmark nalže, že Varneman nechce dívky vydat a že je proto musí sami osvobodit (recitativ Čehos pořídil, pane?). Tři Volframovy dcery, propuštěné vojáky, vítají svobodu (trojzpěv Díky Bohu, svoboda kyne!). Kmetův syn odvádí Vlčenku, on sám odvádí Děčanu (duet Ludiše a Děčany a zpěv Ludiše Jakýsi strach mne pojímá… Probůh! Kterak mi jest?), pro Ludiši prý má přijít přítel jejího Junoše. Když však Ludiše osamí, zmocní se jí Tausendmark.
Na místo přicházejí Junoš a Jíra (jehož Junoš v poslední chvíli vyrval katu) s dalšími ozbrojenci (sbor Noc je tak tichá, tak pokojná!). Setkávají se s kmetem, který marně hledá Ludiši (recitativ a árie Toť divno, věru divno… Ó ký to žal, jaký to žal pro otce ubohého). Pražané hledají dívky u Braniborů (ansámbl Jíry a sboru Rozžeme světla, způsobme ryk!). Varneman je ale odráží a ptá se po příčině boje, když jeho vojsko zítra ráno v míru odchází. Junoš se shání po dívkách, ale ty již nejsou v braniborském držení a Varneman Čechy vyzývá, aby sami vyhledali zrádce.
Braniboři odcházejí a brzy je zpět Jírův oddíl se zadrženým Tausendmarkem a Ludiší, přichází i kmet s jejími sestrami. Junoš, Volframovy dcery i ostatní Pražané děkují Jírovi a žádají ho, aby se vrátil s nimi do Prahy, ale ten odmítá: „Cizincem já býval vám, ostanu povždy sám.“ I Volfram přichází, aby Jíru ospravedlnil, a nabízí mu přístřeší na svém statku. Lid provolává slávu ochráncům vlasti a doufá v návrat dobrých časů (finále Budeš u nás, Jíro náš se závěrečným sborem Ať žije pravda! Ať žijí práva! Ať žijí vlasti ochráncové!).

## Inscenační historie opery

### V českých zemích
Dvanáct představení v rychlém sledu v první polovině roku 1866 znamenalo v Prozatímním divadle vynikající úspěch. Po divadelní přestávce vynucené pruskou okupací Prahy a po změně vedení se však přes snahu Smetany i jeho nástupců Braniboři v Čechách „stali [...] už provždy vzácnými hosty na českém jevišti a spíše jen připomínkou prvního Smetanova divadelního rozletu než živou součástí repertoáru“ (P. Pražák). Do konce 19. století nezmizeli nadlouho z repertoáru Prozatímního a pak Národního divadla, ale jen v podobě ojedinělých představení bez většího zájmu publika. Za Kovařovicovy éry se Braniboři hráli v úpravě Václava Judy Novotného, který mimo jiné změnil Ludišiny dvě sestry na bratra a chůvu; úspěch u obecenstva tyto změny nepřinesly.
Přesto tato opera, jako součást smetanovského kánonu, postupně pronikla na ostatní české scény. Národní divadlo v Brně ji uvedlo poprvé 16. října 1889 (nová nastudování v letech 1900, 1905, 1909, 1917, 1924, 1936). Městské divadlo v Plzni je uvedlo poprvé v sezóně 1907/08. Všechny českojazyčné operní scény (Praha, Brno, Plzeň, Olomouc, Moravská Ostrava, Bratislava) pak Branibory uvedly v jubilejní smetanovské sezóně 1923/24. V Národním divadle je nastudoval Otakar Ostrčil, který se vrátil k původní verzi. Počet představení dosažených na mimopražských scénách však zůstal skromný, poměrně nejvíce tuto operu v meziválečném období hrál olomoucký soubor, který pořádal četné zájezdy a představil ji tak na mnoha místech.
Za druhé světové války byli Braniboři v Čechách zakázáni; zato v bezprostředně poválečné době, díky své nacionální a sociální tendenci, přilákali zájem umělců i obecenstva jako nikdy dříve či později. Ještě v roce 1945 operu uvedla divadlo v Plzni a Olomouci a Národní divadlo. Symbolem doby se ale v témže roce stala první inscenace nově založeného Divadla 5. května v Praze (premiéra 4. září 1945); mladí umělci v čele s dirigentem Karlem Ančerlem a režisérem Václavem Kašlíkem vytvořili moderní inscenaci, jež dosáhla do roku 1950 celkového počtu 79 repríz. Za komunistické éry se Braniboři hráli ve všech českých operních divadlech – v pražském Národním divadle (1952, 1961, 1984), Olomouci (1955, 1988), Brně (1948, 1959, 1984), Ostravě (1948, 1955, 1980), Plzni (1955, 1968, 1984), Opavě (1949, 1957), Ústí nad Labem (1950, 1961), Liberci (1950, 1953, 1975), Českých Budějovicích (1976) –, na rozdíl od první republiky však nepronikli na Slovensko.
Inscenovat nejvíce „ideologicky zatíženou“ Smetanovu operu po roce 1989 je obtížný úkol, kterého se divadla málokdy ujímají. S ironií pracovala s národními a třídními motivy inscenace hraná v Národním divadle v letech 1997–1999 (dirigent Bohumil Gregor, režie Petr Lébl, scéna Šimon Caban).
Další inscenaci uvedlo Národní divadlo Brno při příležitosti posledního smetanovského výročí: premiéra se konala 17. června 2004 v rámci festivalu Smetanova Litomyšl, pak se inscenace přestěhovala do Janáčkova divadla, kde se hrála až do 23. října 2005. V roce 2016 Branibory v rámci cyklu Smetanových oper nastudovalo Národní divadlo moravskoslezské.
Celkově jsou Braniboři v Čechách nejméně hranou Smetanovou operou (P. Pražák napočítal 225 představení do konce sezón 1947/48 oproti 291 u druhé nejméně hrané Čertovy stěny; databáze Divadelního ústavu eviduje 29 inscenací mezi lety 1945–2020 oproti 33 u Čertovy stěny), přesto však počtem inscenací i představení v Česku značně předčí například méně hrané opery Dvořákovy nebo Janáčkovy.

### Mimo české země
Zřejmě pro chabé libreto i pro dosud nevyhraněný skladatelův hudební styl nevzbuzují Braniboři v Čechách zájem v zahraničí, nepočítáme-li dvě prvorepublikové inscenace ve Slovenském národním divadle (v letech 1921 a 1933). Protiněmecké zaměření příběhu bránilo proniknutí na německé scény, jinak Smetanovu dílu nejnakloněnější. Zahraničí se tak s operou mohlo seznámit jen na zájezdech českých souborů, a to poprvé Vídeň roku 1924 v podání olomouckého souboru, který v Metropoltheater provedl všechny Smetanovy opery. Tato inscenace byla ovšem zaměřena především na českou menšinu. K prvnímu německému nastudování tedy došlo až poměrně nedávno v roce 1994 (premiéra 12. března), kdy ji uvedlo Německo-srbské lidové divadlo v Budyšíně (Deutsch-Sorbisches Volkstheater Bautzen) v režii Wolfganga Pocha a pod taktovkou Karla Noska. Ve Spojeném království Branibory v Čechách poprvé uvedla krátkodobě fungující Hammersmith Municipal Opera, a to v dubnu 1978. V roce 1981 ji pak uvedla Bath Opera v Bathu.

### Interpreti
Vynikající první představitel Jíry Arnošt Grund našel zdatné následovníky v Theodoru Schützovi a Vilému Přibylovi. Významné pěvce přitahovaly rovněž barytonová role Tausendmarka (Josef Lev, Bohumil Benoni, Emil Burian, Zdeněk Otava, Teodor Šrubař, Ivan Kusnjer, Roman Janál) a basová role kmeta (Josef Paleček, Karel Čech, Emil Pollert, Eduard Haken, Richard Novák). Ženské role jsou méně výrazné, ze známých představitelek Ludiše lze jmenovat Marii Sittovou, Miladu Šubrtovou, Libuši Domanínskou nebo Danu Burešovou.

## Nahrávky
- 1948 (rozhlasová nahrávka, rekonstruována 2002, dostupná elektronicky jako CR.EH.2016.215) Zpívají: (Volfram Olbramovič) Karel Kalaš, (Oldřich Rokycanský) Ladislav Mráz, (Junoš) Jaroslav Gleich, (Jan Tausendmark) Václav Bednář, (Varneman) Rudolf Vonásek, (Jíra) Beno Blachut, (Ludiše) Jaroslava Vymazalová, (Vlčenka) Jarmila Pechová, (Děčana) Jarmila Palivcová, (kmet) Jaroslav Veverka, (biřic) Jan Soumar. Pěvecký sbor a symfonický orchestr pražského rozhlasu řídí Karel Ančerl[19][20]
- 1963 (Supraphon. pův. LP (1964) 1116 8153-55, CD vydáno 1993, SU 11 1804-2 612) Zpívají: (Volfram Olbramovič) Karel Berman, (Oldřich Rokycanský) Jiří Joran, (Junoš) Ivo Žídek, (Jan Tausendmark) Zdeněk Otava, (Varneman) Antonín Votava, (Jíra) Bohumil Vich, (Ludiše) Milada Šubrtová, (Vlčenka) Miloslava Fidlerová, (Děčana) Věra Soukupová, (kmet) Eduard Haken, (biřic) Jindřich Jindrák. Sbor a orchestr Národního divadla v Praze řídí Jan Hus Tichý